# Thoras
Thoras là một xã thuộc tỉnh Haute-Loire trong vùng Auvergne-Rhône-Alpes ở nam trung bộ nước Pháp.